# Насыров, Хамракул
Хамракул Насыров (1904—1978) — новатор сельскохозяйственого производства, председатель колхоза «Москва», Джизакская область, Узбекская ССР, Дважды Герой Социалистического Труда (1957, 1978).

## Биография
Родился в 1904 году в кишлаке Сувангарлик Джизакского уезда Самаркандской области Туркестанского края, (ныне — Шараф-Рашидовского района Джизакской области Узбекистана), в бедной дехканской семье. Узбек. Когда в конце 1920-х годов в Самаркандском округе Узбекской ССР начали создаваться колхозы, он сразу же вступил в первую в Джизаке сельскохозяйственную артель. Сначала работал рядовым колхозником, с 1931 года заведовал животноводческой фермой колхоза «10 лет Октября».
В 1944 году избран председателем колхоза имени Маленкова (с 1957 года — колхоз «Москва»). За время работы председателем вывел колхоз из отстающих в передовые. Уже в 1945 году, всего через год после избрания Насырова председателем, впервые за военные годы хозяйство увеличило урожайность хлопчатника, зерновых культур, овощей, поднялись надои молока. План государственных поставок был перевыполнен по всем показателям. Оплата трудодня удвоилась, так что колхозники большую часть заработанного отдали в фонд Победы. В 1947 году вступил в КПСС.
В 1950 году колхоз вобрал в себя 15 соседних слабых хозяйств. Очень скоро в объединённом колхозе урожайность поднялась с 17 до 35 центнеров хлопка с гектара. Одним из первых в республике в колхозе Насырова применили квадратно-гнездовой метод посева хлопчатника и механизированную обработку полей в двух направлениях. В 1956 году урожай хлопка с гектара оказался на 6 центнеров выше прошлогоднего. По итогам года колхоз был назван первопроходцем и награждён орденом Ленина.
Указом Президиума Верховного Совета СССР от 11 января 1957 года за выдающиеся успехи, достигнутые в деле развития советского хлопководства, широкое применение достижений науки и передового опыта в возделывании хлопчатника и получение высоких и устойчивых урожаев хлопка-сырца Насырову Хамракулу присвоено звание Героя Социалистического Труда с вручением ордена Ленина и золотой медали «Серп и Молот».
Год от года росло, крепло хозяйство. Председатель не переставал искать новые формы организации труда. Еще в начале 1960-х годов Насыров поставил заработок колхозников в прямую зависимость от урожайности, от меры трудовых усилий, вложенных в него каждым: ввёл в бригадах хозрасчёт. В 1967 году по инициативе председателя колхоз приступил к освоению целины — ранее не используемых пустынных и засушливых земель. Уже осенью колхоз освоил первые 300 гектаров целины.
В колхозе, как многопрофильном хозяйстве, активно развивалось и животноводство, велось строительство новых, механизированных ферм, возрос урожай кормовых культур. Уже в 1970 году урожайность люцерны выросла на 30 центнеров с гектара, кукурузы на силос — на 150 центнеров, а кормовой свёклы стали собирать в 3 раза больше. Еще недавно убыточное животноводство превратилось в прибыльное. В десятой пятилетке (1976—1980) среднегодовое производство мяса по сравнению с предыдущей выросло в 2,5 раза, молока — в 2,4 раза. Позднее по предложению Насырова стали разводить свиней, начиная с 1971 года хозяйство стало производить в год по 800 центнеров свинины.
К середине 1970-х годов в колхозе в 16 раз увеличилось колхозное стадо. Значительно возросла урожайность хлопка, кукурузы, свёклы, других сельскохозяйственных культур. Колхоз ежегодно стал получать 10—11 миллионов рублей дохода. Уже в 1975 году колхоз в расчёте на 100 гектаров поливных площадей производил до 900 центнеров мяса и 340 центнеров молока.
Указом Президиума Верховного Совета СССР от 20 февраля 1978 года за особо выдающиеся успехи, достигнутые во Всесоюзном социалистическом соревновании, проявленную трудовую доблесть в выполнении планов и социалистических обязательств по увеличению производства и продажи государству хлопка и других продуктов земледелия в 1977 году Насыров Хамракул награждён орденом Ленина и второй золотой медалью «Серп и Молот».
Активно участвовал в общественно политической жизни. Избирался депутатом Верховного Совета СССР 5-го созыва (1958—1962), Верховного Совета Узбекской ССР, областных и районных Советов депутатов трудящихся.
Бессменно руководил колхозом 34 года, до конца жизни. Воспитал сотни специалистов для сельского хозяйства. Осенью 1978 года прямо с поля Хамракула Насырова увезли в больницу, где он 7 октября скончался.

## Награды
Награждён 5 орденами Ленина (16.01.1950, 11.01.1957, 08.04.1971, 10.12.1973, 20.02.1978), орденом Трудового Красного Знамени (05.07.1950), медалями, в том числе 2 «За трудовую доблесть» (23.01.1946; 01.03.1965), медалями ВДНХ СССР.

## Память
Одна из школ в Джизаке носит имя Хамракула Насырова.